# Gare de Harbin
 (mai 2020).
Si vous disposez d'ouvrages ou d'articles de référence ou si vous connaissez des sites web de qualité traitant du thème abordé ici, merci de compléter l'article en donnant les références utiles à sa vérifiabilité et en les liant à la section « Notes et références ».
La gare de Harbin  est une gare ferroviaire chinoise située à Harbin. Elle a été construite initialement en 1899.

## Histoire
En 26 octobre 1909, le résident-général de Corée pour l'empire du Japon, Itō Hirobumi est assassiné par le résistant et nationaliste coréen An Jung-geun à la gare de Harbin.

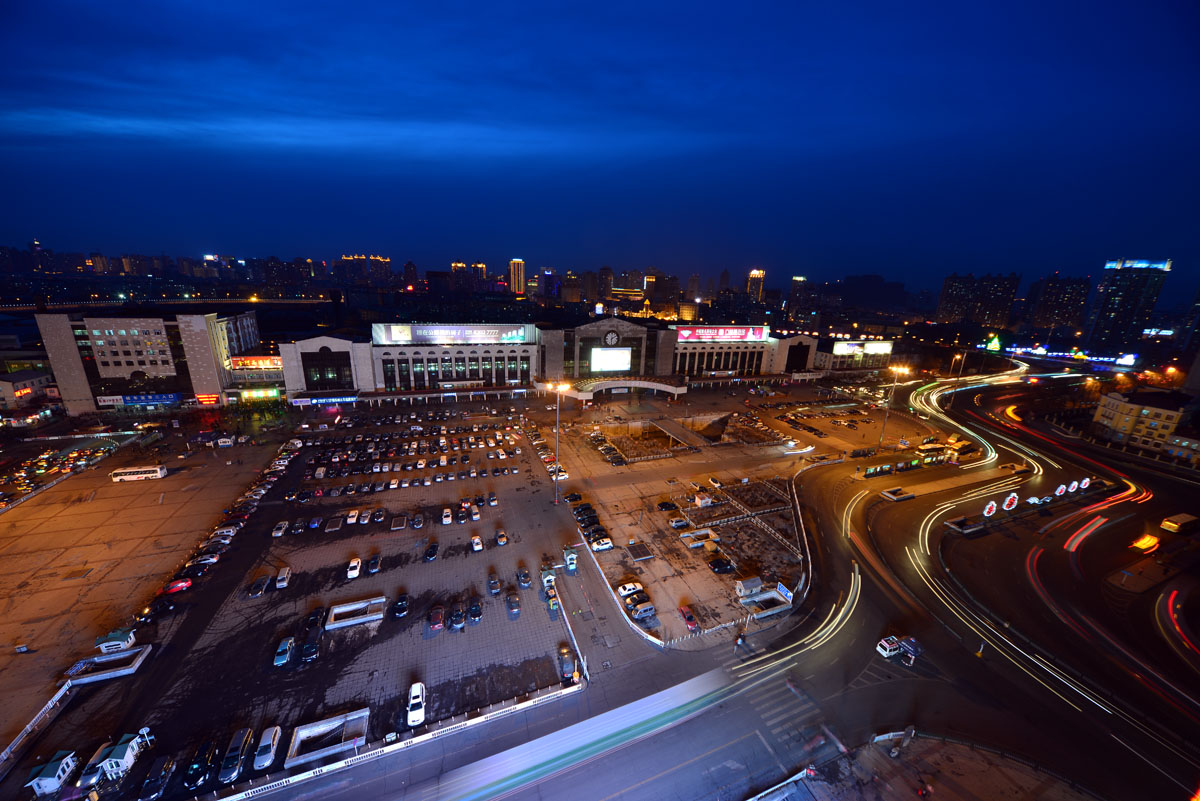
L'ancienne gare de Harbin

## Dans la culture
- Harbin (하얼빈), film de Woo Min-ho sorti en 2024, où l'on voit l'assassinat d'Itō Hirobumi